# Берешть-Бістріца
Берешть-Бістріца, Берешті-Бістріца (рум. Berești-Bistrița) — село у повіті Бакеу в Румунії. Входить до складу комуни Берешть-Бістріца.
Село розташоване на відстані 259 км на північ від Бухареста, 16 км на північ від Бакеу, 74 км на південний захід від Ясс.

## Населення
За даними перепису населення 2002 року у селі проживала 1031 особа.
Національний склад населення села:
| Національність | Кількість осіб | Відсоток |
| -------------- | -------------- | -------- |
| румуни         | 1006           | 97,6%    |
| угорці         | 13             | 1,3%     |
| цигани         | 12             | 1,2%     |

Рідною мовою назвали:
| Мова      | Кількість осіб | Відсоток |
| --------- | -------------- | -------- |
| румунську | 1018           | 98,7%    |
| угорську  | 13             | 1,3%     |